# Nación Andaluza
Nación Andaluza és un partit nacionalista andalús d'ideologia independentista fundat el 1991. El seu òrgan d'expressió és la revista Independencia. És membre fundador de la coalició Asamblea Nacional de Andalucía, que abandonà en 2004.

## Eleccions
- Eleccions al Parlament d'Andalusia de 1994: 9.690 vots (0,27%)
- Eleccions al Parlament d'Andalusia de 1996: 5.846 vots (0,14%)
- Eleccions al Congrés de 1996: 3.505 vots (0,08%)